# Forcipomyia tortor
Forcipomyia tortor är en tvåvingeart som beskrevs av Debenham 1987. Forcipomyia tortor ingår i släktet Forcipomyia och familjen svidknott. Inga underarter finns listade i Catalogue of Life.